# Nieznajomi (powieść Deana Koontza)
Nieznajomi (oryginalny tytuł ang. Strangers ) – powieść grozy, autorstwa Deana Koontza, po raz pierwszy wydana w 1986 roku.

## Fabuła
Bohaterowie to grupa ludzi, których nagle zaczynają dręczyć dziwne schorzenia. Jest wśród nich pisarz Dominick, który zaczyna lunatykować, lekarka Ginger, która dostaje ataków paniki bez żadnego konkretnego powodu, ojciec Brendan, który przechodzi silny kryzys wiary i otrzymuje cudowny „dar” uzdrawiania ludzi, a także właściciel motelu Ernie, który zaczyna bać się ciemności.
Dominick otrzymuje zdjęcia, które ostatecznie doprowadzają go do Motelu Zacisze, usytuowanego w środku Nevady, trzydzieści mil na wschód od Elko. Razem z Nedem i Sandy, którzy prowadzą przydrożną restaurację dla podróżnych, odkrywają swoje prawdziwe wspomnienia z poprzedniego lata. Wtedy zaczynają rozumieć, że mają do czynienia z rządową tajemnicą na wielką skalę; wojskową kontrolą umysłu.